# Seututie 502
La route régionale 502 (finnois : Seututie 502) est une route régionale allant de Ylämylly à Liperi jusqu'à Maarianvaara à Kaavi en Finlande,,.

## Présentation
La seututie 502 est une route régionale de Carélie du Nord et de Savonie du Nord.

## Parcours

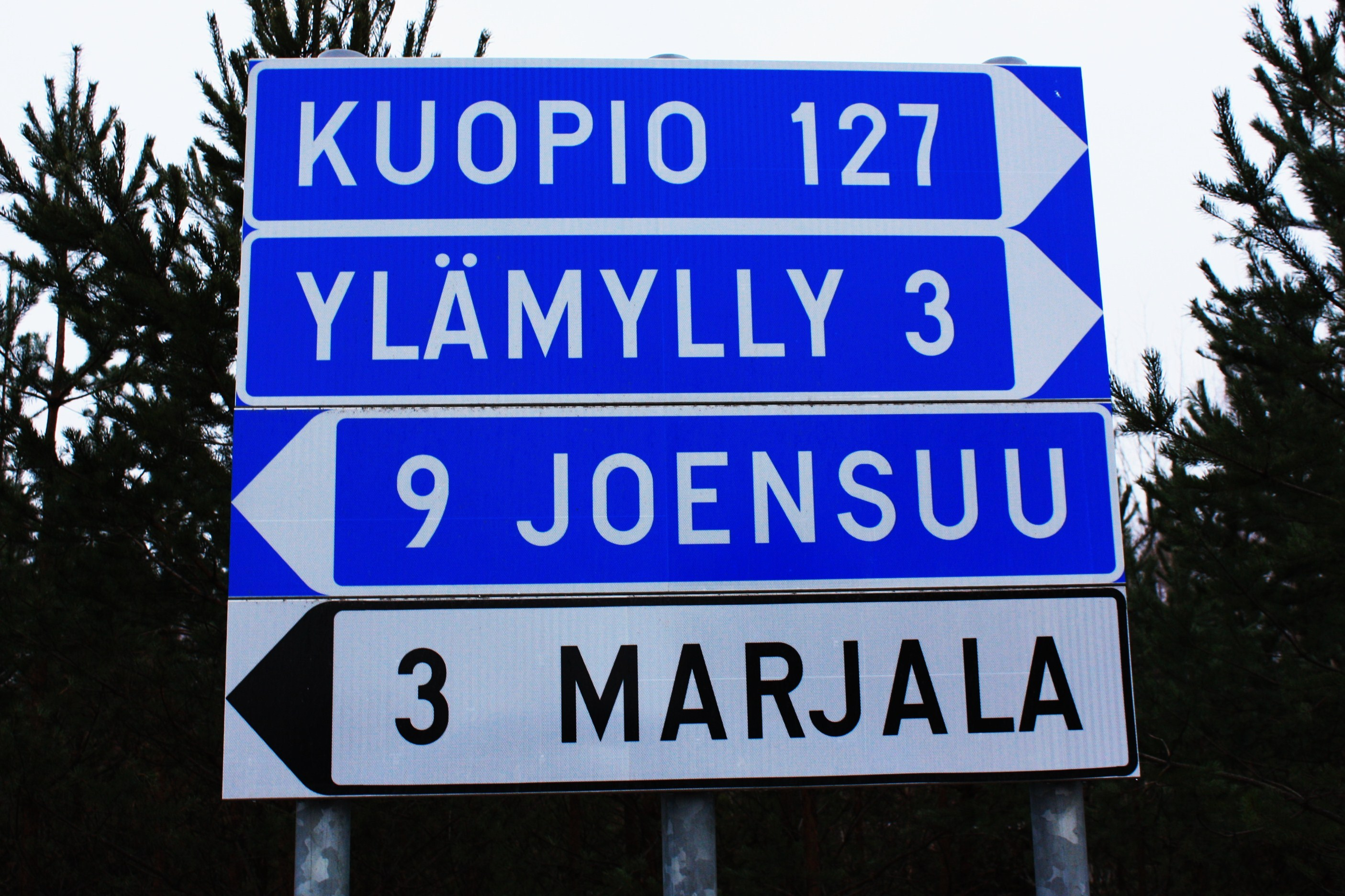
Panneaux au debut de la seututie 502.

- Liperi
  - Härkinvaara
- Polvijärvi
  - Sotkuma
  - Haapovaara
  - Hukkala
  - Saarivaara
- Kaavi
  - Syrjävaara
  - Maarianvaara